# Aston Villa Football Club 2010-2011
Questa voce raccoglie le informazioni riguardanti l'Aston Villa Football Club nelle competizioni ufficiali della stagione 2010-2011.

## Stagione
Il 9 agosto 2010, a meno di una settimana dall'inizio del campionato, Martin O'Neill ha presentato le sue dimissioni da allenatore dell'Aston Villa e Kevin MacDonald è stato nominato manager ad interim. MacDonald ha così guidato la squadra nella prima stagionale contro il West Ham United, vinta dai Villans per tre a zero.
In Europa League, i Villans hanno avuto la curiosa opportunità di prendersi una rivincita sul Rapid Vienna, squadra che l'anno precedente li estromise dalla competizione. I viennesi si sono però imposti anche in questa stagione, estromettendo ancora una volta l'Aston Villa dalla competizione. L'8 settembre è stato reso noto il sostituto di O'Neill, dopo l'incarico temporaneo affidato a MacDonald: la scelta è caduta sul francese Gérard Houllier.

## Maglie e sponsor
Lo sponsor tecnico per la stagione 2009-2010 è ancora Nike, mentre quello ufficiale passa da Acorns a FxPro. La prima divisa è di colore amaranto (claret) con le maniche celesti (blue). Il colletto è a v. I pantaloncini sono bianchi e i calzettoni sono amaranto con inserti blu. Sotto le maniche, c'è una "scacchiera" che si estende su tutto il fianco, con i colori sociali del club. La seconda divisa, invece, è nera con delle rifiniture celesti. Anche i pantaloncini e i calzettoni sono neri. Sotto le maniche troviamo sempre la "scacchiera".
Le nuove divise sono state presentati da molti calciatori della prima squadra a Centenary Square, Birmingham, il 15 luglio 2010.
| Casa | Casa alt. | Casa alt. 2 | Trasferta | Trasferta alt. | Portiere 1 | Portiere 2 | Portiere 3 |

## Organigramma societario
Area direttiva
- Presidente: Randy Lerner
- Presidente onorario: Doug Ellis
- Direttore non esecutivo: Charles C. Krulak
- Direttore non esecutivo: Bob Kain
- Direttore Generale: Paul Faulkner

Area organizzativa
- Segretario generale: Sharon Barnhurst

Area comunicazione
- Responsabile area comunicazione: Steve Tudgay
- Ufficio Stampa: Alison Plant

Area marketing
- Ufficio marketing: John Greenfield

Area tecnica
- Allenatore: Gérard Houllier
- Allenatore in seconda: /
- Preparatore/i atletico/i: Steve Walford
- Preparatore dei portieri: Seamus McDonagh

Area sanitaria
- Responsabile sanitario: Roddy MacDonald
- Medici sociali: Alan Smith

## Rosa
| N. |                        | Ruolo | Calciatore                 |
| -- | ---------------------- | ----- | -------------------------- |
| 1  | Stati Uniti (bandiera) | P     | Brad Friedel               |
| 2  | Inghilterra (bandiera) | D     | Luke Young                 |
| 3  | Inghilterra (bandiera) | D     | Stephen Warnock            |
| 5  | Irlanda (bandiera)     | D     | Richard Dunne              |
| 6  | Inghilterra (bandiera) | C     | Stewart Downing            |
| 7  | Inghilterra (bandiera) | C     | Ashley Young               |
| 8  | Francia (bandiera)     | C     | Robert Pirès               |
| 11 | Inghilterra (bandiera) | A     | Gabriel Agbonlahor         |
| 12 | Inghilterra (bandiera) | C     | Marc Albrighton            |
| 13 | Stati Uniti (bandiera) | C     | Michael Sheehan Bradley    |
| 14 | Inghilterra (bandiera) | A     | Nathan Delfouneso          |
| 16 | Inghilterra (bandiera) | C     | Fabian Delph               |
| 17 | Camerun (bandiera)     | C     | Jean Makoun                |
| 18 | Inghilterra (bandiera) | A     | Emile Heskey               |
| 19 | Bulgaria (bandiera)    | C     | Stiliyan Petrov (capitano) |

| N. |                        | Ruolo | Calciatore                      |
| -- | ---------------------- | ----- | ------------------------------- |
| 20 | Inghilterra (bandiera) | C     | Nigel Reo-Coker (vice-capitano) |
| 21 | Irlanda (bandiera)     | D     | Ciaran Clark                    |
| 23 | Senegal (bandiera)     | D     | Habib Beye                      |
| 24 | Spagna (bandiera)      | D     | Carlos Cuéllar                  |
| 25 | Scozia (bandiera)      | C     | Barry Bannan                    |
| 28 | Inghilterra (bandiera) | C     | Jonathan Hogg                   |
| 29 | Galles (bandiera)      | D     | James Collins                   |
| 30 | Stati Uniti (bandiera) | D     | Eric Lichaj                     |
| 31 | Australia (bandiera)   | C     | Chris Herd                      |
| 33 | Inghilterra (bandiera) | P     | Andy Marshall                   |
| 36 | Inghilterra (bandiera) | D     | Kyle Walker                     |
| 39 | Inghilterra (bandiera) | A     | Darren Bent                     |
| 43 | Inghilterra (bandiera) | P     | Elliot Parish                   |
| 48 | Inghilterra (bandiera) | D     | Nathan Baker                    |
| -- | Togo (bandiera)        | C     | Moustapha Salifou               |

## Calciomercato

### Sessione estiva(dal 01/07 al 01/09)
| Acquisti | Acquisti        | Acquisti        | Acquisti   |
| R.       | Nome            | da              | Modalità   |
| -------- | --------------- | --------------- | ---------- |
| C        | Stephen Ireland | Manchester City | £8 milioni |

| Cessioni | Cessioni           | Cessioni        | Cessioni        |
| R.       | Nome               | a               | Modalità        |
| -------- | ------------------ | --------------- | --------------- |
| D        | Wilfred Bouma      | svincolato      | parametro zero  |
| A        | Marlon Harewood    | svincolato      | parametro zero  |
| P        | Andy Marshall      | svincolato      | parametro zero  |
| D        | Stephen O'Halloran | Coventry City   | parametro zero  |
| P        | David Bevan        | Walsall         | parametro zero  |
| D        | Jack Dyer          | Burton Albion   | parametro zero  |
| D        | Nicky Shorey       | West Bromwich   | accordo privato |
| C        | James Milner       | Manchester City | £28 milioni     |

### Trasferimenti tra le due sessioni
| Acquisti | Acquisti     | Acquisti   | Acquisti       |
| R.       | Nome         | da         | Modalità       |
| -------- | ------------ | ---------- | -------------- |
| C        | Robert Pirès | svincolato | parametro zero |

| Cessioni | Cessioni      | Cessioni       | Cessioni |
| R.       | Nome          | a              | Modalità |
| -------- | ------------- | -------------- | -------- |
| P        | Brad Guzan    | Hull City      | prestito |
| D        | Curtis Davies | Leicester City | prestito |

### Sessione invernale(dal 03/01 al 01/02)
| Acquisti | Acquisti                | Acquisti            | Acquisti   |
| R.       | Nome                    | da                  | Modalità   |
| -------- | ----------------------- | ------------------- | ---------- |
| D        | Kyle Walker             | Tottenham           | prestito   |
| C        | Michael Sheehan Bradley | Borussia M'gladbach | definitivo |
| C        | Jean Makoun             | Olympique Lione     | definitivo |
| A        | Darren Bent             | Sunderland          | definitivo |

| Cessioni | Cessioni        | Cessioni        | Cessioni        |
| R.       | Nome            | a               | Modalità        |
| -------- | --------------- | --------------- | --------------- |
| D        | Curtis Davies   | Birmingham City | accordo privato |
| D        | Shane Lowry     | Sheffield Utd   | prestito        |
| C        | Stephen Ireland | Newcastle Utd   | prestito        |
| C        | Jonathan Hogg   | Portsmouth      | prestito        |
| C        | Isaiah Osbourne | Sheffield Weds  | prestito        |
| C        | Steven Sidwell  | Fulham          | accordo privato |
| A        | John Carew      | Stoke City      | prestito        |
| A        | Andreas Weimann | Watford         | prestito        |

### Trasferimenti successivi alla sessione invernale
| Acquisti | Acquisti | Acquisti | Acquisti |
| R.       | Nome     | da       | Modalità |
| -------- | -------- | -------- | -------- |

| Cessioni | Cessioni    | Cessioni  | Cessioni |
| R.       | Nome        | a         | Modalità |
| -------- | ----------- | --------- | -------- |
| D        | Eric Lichaj | Leeds Utd | prestito |

## Risultati

### Premier League
| Arbitro: | Dean |

|                                   |           |  |
| Downing 14’ Petrov 39’ Milner 65’ | Marcatori |  |

| Arbitro: | Atkinson (West Yorkshire) |

|                                                 |           |  |
| Barton 12’ Nolan 31’, 87’ Carroll 34’, 67’, 90’ | Marcatori |  |

| Arbitro: | Jones |

|             |           |  |
| L. Young 9’ | Marcatori |  |

| Arbitro: | Probert |

|                    |           |             |
| Jones 79’ Huth 90’ | Marcatori | 34’ Downing |

| Arbitro: | Dean |

|              |           |            |
| A. Young 12’ | Marcatori | 35’ Davies |

| Arbitro: | Halsey |

|            |           |                        |
| Jarvis 61’ | Marcatori | 24’ Downing 87’ Heskey |

| Arbitro: | Clattenburg |

|                        |           |                |
| van der Vaart 45’, 75’ | Marcatori | 16’ Albrighton |

| Birmingham 16 ottobre 2010, ore 18:30 UTC+1 8ª giornata | Aston Villa | 0 – 0 referto | Chelsea | Villa Park (40.122 spett.)\| Arbitro: \| Mason \| |
| Arbitro:                                                | Mason       |               |         |                                                   |

| Arbitro: | Halsey |

|                  |           |  |
| Dunne 24’ (aut.) | Marcatori |  |

| Birmingham 31 ottobre 2010, ore 12:00 UTC+1 10ª giornata | Aston Villa | 0 – 0 referto | Birmingham City | Villa Park (40,688 spett.)\| Arbitro: \| Webb \| |
| Arbitro:                                                 | Webb        |               |                 |                                                  |

| Arbitro: | Walton |

|               |           |                |
| Hangeland 90’ | Marcatori | 41’ Albrighton |

| Arbitro: | Taylor |

|                                        |           |                           |
| Downing 28’ Delfouneso 59’ Collins 88’ | Marcatori | 45’ Harewood 86’ Campbell |

| Arbitro: | Dean |

|                             |           |                       |
| A. Young 72’ Albrighton 75’ | Marcatori | 80’ Macheda 84’ Vidić |

| Arbitro: | Oliver |

|                   |           |  |
| Pedersen 45’, 65’ | Marcatori |  |

| Arbitro: | Clattenburg |

|                |           |                                                |
| Clark 51’, 70’ | Marcatori | 38’ Aršavin 44’ Nasri 55’ Chamakh 90’ Wilshere |

| Arbitro: | Dowd |

|                              |           |  |
| N'Gog 13’ Babel 16’ Maxi 55’ | Marcatori |  |

| Arbitro: | Halsey |

|                        |           |              |
| Downing 25’ Heskey 80’ | Marcatori | 89’ Scharner |

| Arbitro: | Moss |

|              |           |                          |
| McCarthy 79’ | Marcatori | 49’ Agbonlahor 61’ Young |

| Arbitro: | Atkinson |

|                |           |                        |
| Albrighton 82’ | Marcatori | 23’, 67’ van der Vaart |

| Arbitro: | Oliver |

|                                    |           |  |
| Balotelli 7’, 26’, 54’ Lescott 12’ | Marcatori |  |

| Arbitro: | Mason |

|                                  |           |                                   |
| Lampard 22’ Drogba 83’ Terry 89’ | Marcatori | 40’ A. Young 46’ Heskey 90’ Clark |

| Arbitro: | Walton |

|  |           |              |
|  | Marcatori | 80’ Bardsley |

| Arbitro: | Clattenburg |

|             |           |             |
| Johnson 49’ | Marcatori | 72’ Collins |

| Arbitro: | Webb |

|          |           |  |
| Bent 17’ | Marcatori |  |

| Arbitro: | Foy |

|                          |           |          |
| Rooney 1’, 45’ Vidić 63’ | Marcatori | 58’ Bent |

| Arbitro: | Mason |

|                                |           |                         |
| Paintsil 13’ (aut.) Walker 71’ | Marcatori | 71’ Johnson 78’ Dempsey |

| Arbitro: | Attwell |

|             |           |  |
| Collins 24’ | Marcatori |  |

### UEFA Europa League
| Arbitro: | Hamer |

|           |           |            |
| Nuhiu 32’ | Marcatori | 12’ Bannan |

| Arbitro: | v. Boekel |

|                           |           |                                       |
| Agbonlahor 22’ Heskey 77’ | Marcatori | 52’ Nuhiu 78’ Sonnleitner 81’ Gartler |

### Football League Cup
| Arbitro: | Foy |

|                              |           |           |
| Heskey 59’ A. Young 75’, 77’ | Marcatori | 34’ Givet |

| Arbitro: | Jones |

|                        |           |              |
| Heskey 86’ Downing 96’ | Marcatori | 89’ Carlisle |

| Arbitro: | Foy |

|                       |           |                |
| Larsson 12’ Žigić 84’ | Marcatori | 30’ Agbonlahor |

### FA Cup
| Arbitro: | Jones |

|          |           |                                     |
| Ward 48’ | Marcatori | 9’ Walker 33’ Albrighton 90’ Petrov |

| Arbitro: | Probert |

|                                    |           |             |
| Clark 11’ Pirès 35’ Delfouneso 42’ | Marcatori | 18’ Kalinić |

## Statistiche

### Statistiche di squadra
| Competizione        | Punti | In casa | In casa | In casa | In casa | In casa | In casa | In trasferta | In trasferta | In trasferta | In trasferta | In trasferta | In trasferta | Totale | Totale | Totale | Totale | Totale | Totale | DR  |
| Competizione        | Punti | G       | V       | N       | P       | Gf      | Gs      | G            | V            | N            | P            | Gf           | Gs           | G      | V      | N      | P      | Gf     | Gs     | DR  |
| ------------------- | ----- | ------- | ------- | ------- | ------- | ------- | ------- | ------------ | ------------ | ------------ | ------------ | ------------ | ------------ | ------ | ------ | ------ | ------ | ------ | ------ | --- |
| Premier League      | 27    | 13      | 5       | 5       | 3       | 18      | 13      | 13           | 2            | 3            | 8            | 12           | 30           | 26     | 7      | 8      | 11     | 30     | 45     | -15 |
| Football League Cup | -     | 2       | 2       | 0       | 0       | 5       | 2       | 1            | 0            | 0            | 1            | 1            | 2            | 3      | 2      | 0      | 1      | 6      | 4      | +2  |
| FA Cup              | -     | 1       | 1       | 0       | 0       | 3       | 1       | 1            | 1            | 0            | 0            | 3            | 1            | 2      | 2      | 0      | 0      | 6      | 2      | +4  |
| Europa League       | -     | 1       | 0       | 0       | 1       | 2       | 3       | 1            | 0            | 1            | 0            | 1            | 1            | 2      | 0      | 1      | 1      | 3      | 4      | -1  |
| Totale              | -     | 17      | 8       | 6       | 4       | 28      | 20      | 16           | 3            | 4            | 9            | 17           | 34           | 33     | 11     | 9      | 13     | 45     | 53     | -8  |

### Statistiche dei giocatori
| Giocatore     | Premier League | Premier League | Premier League | Premier League | FA Cup+Football League Cup | FA Cup+Football League Cup | FA Cup+Football League Cup | FA Cup+Football League Cup | Europa League | Europa League | Europa League | Europa League | Totale   | Totale | Totale      | Totale     |
| Giocatore     | Presenze       | Reti           | Ammonizioni    | Espulsioni     | Presenze                   | Reti                       | Ammonizioni                | Espulsioni                 | Presenze      | Reti          | Ammonizioni   | Espulsioni    | Presenze | Reti   | Ammonizioni | Espulsioni |
| ------------- | -------------- | -------------- | -------------- | -------------- | -------------------------- | -------------------------- | -------------------------- | -------------------------- | ------------- | ------------- | ------------- | ------------- | -------- | ------ | ----------- | ---------- |
| G. Agbonlahor | 17             | 1              | 2              | 0              | 2+2                        | 0+1                        | 0                          | 0                          | 1             | 1             | 0             | 0             | 22       | 3      | 2           | 0          |
| M. Albrighton | 22             | 4              | 3              | 0              | 2+1                        | 1+0                        | 0                          | 0+1                        | 2             | 0             | 0             | 0             | 27       | 5      | 3           | 1          |
| N. Baker      | 1              | 0              | 0              | 0              | 1+0                        | 0                          | 0                          | 1+0                        | 0             | 0             | 0             | 0             | 2        | 0      | 0           | 1          |
| B. Bannan     | 12             | 0              | 1              | 0              | 2+3                        | 0                          | 0                          | 0                          | 1             | 1             | 0             | 0             | 18       | 1      | 1           | 0          |
| D. Bent       | 4              | 2              | 0              | 0              | 0                          | 0                          | 0                          | 0                          | 0             | 0             | 0             | 0             | 4        | 2      | 0           | 0          |
| H. Beye       | 3              | 0              | 0              | 0              | 0+1                        | 0                          | 0                          | 0                          | 2             | 0             | 0             | 0             | 6        | 0      | 0           | 0          |
| M. Bradley    | 0              | 0              | 0              | 0              | 0                          | 0                          | 0                          | 0                          | 0             | 0             | 0             | 0             | 0        | 0      | 0           | 0          |
| J. Carew      | 10             | 0              | 0              | 0              | 0+1                        | 0                          | 0                          | 0                          | 0             | 0             | 0             | 0             | 11       | 0      | 0           | 0          |
| C. Clark      | 15             | 3              | 8              | 0              | 2+3                        | 1+0                        | 0                          | 0                          | 0             | 0             | 0             | 0             | 20       | 4      | 8           | 0          |
| J. Collins    | 23             | 2              | 5              | 0              | 2+2                        | 0                          | 0+1                        | 0                          | 1             | 0             | 1             | 0             | 28       | 2      | 7           | 0          |
| C. Cuéllar    | 9              | 0              | 1              | 0              | 2+2                        | 0                          | 0                          | 0                          | 1             | 0             | 0             | 0             | 14       | 0      | 1           | 0          |
| C. Davies     | 0              | 0              | 0              | 0              | 0+1                        | 0                          | 0                          | 0                          | 2             | 0             | 0             | 0             | 3        | 0      | 0           | 0          |
| N. Delfouneso | 11             | 1              | 0              | 0              | 1+2                        | 1+0                        | 0                          | 0                          | 2             | 0             | 0             | 0             | 16       | 2      | 0           | 0          |
| F. Delph      | 2              | 0              | 1              | 0              | 0                          | 0                          | 0                          | 0                          | 0             | 0             | 0             | 0             | 2        | 0      | 1           | 0          |
| S. Downing    | 26             | 5              | 0              | 0              | 2+2                        | 0+1                        | 0                          | 0                          | 1             | 0             | 0             | 0             | 31       | 6      | 0           | 0          |
| R. Dunne      | 22             | 0              | 3              | 0              | 1+1                        | 0                          | 0                          | 0                          | 0             | 0             | 0             | 0             | 24       | 0      | 3           | 0          |
| B. Friedel    | 26             | 0              | 2              | 0              | 2+2                        | 0                          | 0                          | 0                          | 0             | 0             | 0             | 0             | 30       | 0      | 2           | 0          |
| B. Guzan      | 0              | 0              | 0              | 0              | 0+1                        | 0                          | 0                          | 0                          | 2             | 0             | 1             | 0             | 3        | 0      | 1           | 0          |
| C. Herd       | 5              | 0              | 0              | 0              | 0                          | 0                          | 0                          | 0                          | 0             | 0             | 0             | 0             | 5        | 0      | 0           | 0          |
| E. Heskey     | 11             | 3              | 2              | 1              | 1+2                        | 0+2                        | 0+1                        | 0                          | 2             | 1             | 0             | 0             | 16       | 6      | 3           | 1          |
| J. Hogg       | 5              | 0              | 1              | 0              | 0+1                        | 0                          | 0+1                        | 0                          | 1             | 0             | 0             | 0             | 7        | 0      | 2           | 0          |
| S. Ireland    | 10             | 0              | 1              | 0              | 0+2                        | 0                          | 0                          | 0                          | 1             | 0             | 0             | 0             | 13       | 0      | 1           | 0          |
| E. Lichaj     | 5              | 0              | 1              | 0              | 0+2                        | 0                          | 0                          | 0                          | 1             | 0             | 0             | 0             | 8        | 0      | 1           | 0          |
| S. Lowry      | 0              | 0              | 0              | 0              | 0                          | 0                          | 0                          | 0                          | 0             | 0             | 0             | 0             | 0        | 0      | 0           | 0          |
| J. Makoun     | 3              | 0              | 2              | 0              | 0                          | 0                          | 0                          | 0                          | 0             | 0             | 0             | 0             | 3        | 0      | 2           | 0          |
| A. Marshall   | 0              | 0              | 0              | 0              | 0                          | 0                          | 0                          | 0                          | 0             | 0             | 0             | 0             | 0        | 0      | 0           | 0          |
| J. Milner     | 1              | 1              | 0              | 0              | 0                          | 0                          | 0                          | 0                          | 0             | 0             | 0             | 0             | 1        | 1      | 0           | 0          |
| I. Osbourne   | 0              | 0              | 0              | 0              | 0                          | 0                          | 0                          | 0                          | 1             | 0             | 0             | 0             | 1        | 0      | 0           | 0          |
| S. Petrov     | 18             | 1              | 4              | 0              | 1+0                        | 1+0                        | 1+0                        | 0                          | 1             | 0             | 0             | 0             | 20       | 2      | 5           | 0          |
| R. Pirès      | 5              | 0              | 0              | 0              | 2+1                        | 1+0                        | 0                          | 0                          | 0             | 0             | 0             | 0             | 8        | 1      | 0           | 0          |
| N. Reo-Coker  | 18             | 0              | 3              | 0              | 2+2                        | 0                          | 0+1                        | 0                          | 2             | 0             | 1             | 0             | 24       | 0      | 5           | 0          |
| M. Salifou    | 0              | 0              | 0              | 0              | 0                          | 0                          | 0                          | 0                          | 0             | 0             | 0             | 0             | 0        | 0      | 0           | 0          |
| S. Sidwell    | 4              | 0              | 1              | 0              | 0+2                        | 0                          | 0                          | 0                          | 0             | 0             | 0             | 0             | 6        | 0      | 1           | 0          |
| K. Walker     | 3              | 1              | 0              | 0              | 2+0                        | 1+0                        | 0                          | 0                          | 0             | 0             | 0             | 0             | 5        | 2      | 0           | 0          |
| S. Warnock    | 19             | 0              | 8              | 0              | 0+2                        | 0                          | 0                          | 0                          | 1             | 0             | 0             | 0             | 22       | 0      | 8           | 0          |
| A. Weimann    | 1              | 0              | 0              | 0              | 0                          | 0                          | 0                          | 0                          | 1             | 0             | 0             | 0             | 2        | 0      | 0           | 0          |
| A. Young      | 22             | 4              | 4              | 0              | 1+3                        | 0+2                        | 1+1                        | 1+0                        | 1             | 0             | 1             | 0             | 27       | 6      | 7           | 1          |
| L. Young      | 14             | 0              | 2              | 0              | 0+1                        | 0                          | 0                          | 0                          | 0             | 0             | 0             | 0             | 15       | 0      | 2           | 0          |